# Copa NAFC 1949
Segundo torneo de naciones realizado en Norteamérica, organizado por la NAFC que fue, además, clasificatorio para la Copa Mundial de Brasil 1950. El certamen se llevó a cabo en la Ciudad de México en septiembre de 1949. La selección local se coronó campeona al ganar sus cuatro partidos clasificando a la Copa Mundial junto a Estados Unidos.

## Equipos participantes
| Equipos participantes | Equipos participantes | Equipos participantes | Equipos participantes |
| --------------------- | --------------------- | --------------------- | --------------------- |
| Cuba                  | México                | Estados Unidos        |                       |

## Clasificación
| Equipo         | Pts | PJ | PG | PE | PP | GF | GC |
| -------------- | --- | -- | -- | -- | -- | -- | -- |
| México         | 8   | 4  | 4  | 0  | 0  | 17 | 2  |
| Estados Unidos | 3   | 4  | 1  | 1  | 2  | 8  | 15 |
| Cuba           | 1   | 4  | 0  | 1  | 3  | 3  | 11 |

## Partidos
| 4 de septiembre de 1949 | Estados Unidos | 0:6 (0:3) | México                                                         | Estadio de la Ciudad de los Deportes, Ciudad de México |                                                        |
|                         |                |           | Flores 20' · Luna 30' · de la Fuente 37, 55, 58' · Septién 85' | Asistencia: 60 000 espectadores Árbitro(s): José Tapia | Asistencia: 60 000 espectadores Árbitro(s): José Tapia |

| 11 de septiembre de 1949 | México                 | 2:0 (1:0) | Cuba | Estadio de la Ciudad de los Deportes, Ciudad de México       |                                                              |
|                          | Luna 26' · Casarín 57' |           |      | Asistencia: 60 000 espectadores Árbitro(s): Prudencio García | Asistencia: 60 000 espectadores Árbitro(s): Prudencio García |

| 14 de septiembre de 1949 | Cuba      | 1:1 (1:1) | Estados Unidos | Estadio de la Ciudad de los Deportes, Ciudad de México   |                                                          |
|                          | Gómez 28' |           | Wallace 23'    | Asistencia: 8 000 espectadores Árbitro(s): Gabriel Nieto | Asistencia: 8 000 espectadores Árbitro(s): Gabriel Nieto |

| 18 de septiembre de 1949 | México                                                                | 6:2 (3:0) | Estados Unidos         | Estadio de la Ciudad de los Deportes, Ciudad de México |                                                        |
|                          | Ortiz 14' (pen.) · Casarín 23, 41, 76' · de la Fuente 47' · Ochoa 89' |           | Souza 52' · Watman 51' | Asistencia: 30 000 espectadores Árbitro(s): José Tapia | Asistencia: 30 000 espectadores Árbitro(s): José Tapia |

| 21 de septiembre de 1949 | Estados Unidos                                        | 5:2 (4:1) | Cuba                    | Estadio de la Ciudad de los Deportes, Ciudad de México  |                                                         |
|                          | Bahr 16' · Souza 23' · Matevich 30, 35' · Wallace 48' |           | Barquín 42' · Veiga 50' | Asistencia: 5000 espectadores Árbitro(s): Gabriel Nieto | Asistencia: 5000 espectadores Árbitro(s): Gabriel Nieto |

| 25 de septiembre de 1949 | México                       | 3:0 (1:0) | Cuba | Estadio de la Ciudad de los Deportes, Ciudad de México       |                                                              |
|                          | Naranjo 41, 88' · Flores 58' |           |      | Asistencia: 35 000 espectadores Árbitro(s): Prudencio García | Asistencia: 35 000 espectadores Árbitro(s): Prudencio García |

| Bandera de México         |
| Campeón México 2.° título |

## Goleadores
4 goles
- Horacio Casarín
- Luis de la Fuente

2 goles
- Antonio Flores
- Luis Luna
- José Naranjo
- Pete Matevich
- John Souza
- Frank Wallace

1 gol
- Jacinto Barquín
- José Gómez
- Santiago Veiga
- Mario Ochoa
- Héctor Ortiz
- Carlos Septién
- Walter Bahr
- Ben Wattman